# Рачворога антилопа
Рачворога, северноамеричка, вилорога или пронгхорн антилопа (лат. Antilocapra americana) је северноамеричка врста папкара, једини савремени представник породице Antilocapridae. Она блиско подсећа на антилопе Старог света и попуњава сличну еколошку нишу услед паралелне еволуције. Она је једини преживели члан фамилије Antilocapridae.
Током плеистоценске епохе, око 11 других врста антилокаприда је постојало у Северној Америци. Три друга рода (Capromeryx,  и ) су постојала када су људи ушли у Северну Америку, али су сада изумрли.
Као члан надпородице Giraffoidea, најближи живи рођаци рачвороге антилопе су жирафа и окапи. Giraffoidea је припадник инфрареда Pecora, што чини рачвороге антилопе удаљенијим сродницима Cervidae (јелена) и Bovidae (говеда, козе, овце, антилопе и газеле), између осталих.
Рачворога антилопа је најбржи копнени сисар на западној хемисфери, са брзином трчања до 55 mph (89 km/h). Она је симбол Америчког друштва мамалога.

## Откриће и таксономија
Пре доласка Европљана, рачворога антилопа је био посебно богато заступљена у области Индијанских равница и области аутохтоног народа Северозападне висоравни и ловили су је локална племена као главни извор хране. Рачворога антилопа је такође била истакнута у митологији Индијанаца и усменој историји.
Научно име рачвороге антилопе је Antilocapra americana. Иако су је први пут видели и описали шпански истраживачи у 16. веку, ова врста није званично забележена или испитана све до експедиције 1804-06. од стране капетана Мериветера Луиса и потпоручника Вилијама Кларка. Након открића неколико подврста тетреба, Луис и Кларк су наишли на рачворогу антилопу близу ушћа реке Најобрара, у данашњој Небраски. Кларк је био први Европљанин који је убио рачворогу антилопу, и описао је своје искуство на следећи начин:
Ходао сам обалом да пронађем стари вулкан (вулкан Јонија?) ... у својој шетњи убио сам јарца ове земље, отприлике висине одраслог јелена, чије тело је краће са роговима који нису много тврди и рачвају се на 2⁄3 ... Боја је светлосива са црном иза ушију низ врат, а лице бело око врата, његове стране су округли а реп је кратак и бео; Веома активно направљен, има само пар копита на свакој нози, мозак на потиљку главе, велике нострале, очи као овца, али је више као антилопа или газела Африке него било која друга врста козе.
Луис и Кларк су направили још неколико запажања о понашању рачвороге антилопе и начину на који су их локална племена ловила. Они су описали животињу, коју су називали „антилопа“ или „коза“, на следећи начин:
Од свих животиња које смо видели, чини се да антилопа поседује најлепше кретање. Стидљиве и бојажљиве углавном се одмарају само на гребенима, који пружају поглед на све прилазе непријатеља ... Када први пут виде ловце, трче великом брзином ... Индијанци у близини Стеновитих планина лове ове животиње на коњима, и гађају их стрелама. Начин лова Мандана на антилопе је да формирају велики, јак тор или набор, од којег се са сваке стране постепено шири ограда од жбуња. Животиње су окружене ловцима и нежно их терају ка овом тору, у коме се неприметно налазе затворене, а затим су у милости ловаца.
Рачворогу антилопу је први званично описао амерички орнитолог Џорџ Орд 1815. године.

## Распрострањење
```
Ареал
 врсте је ограничен на мањи број држава. Присутна је у следећим државама: 
Мексико
, 
Канада
 и 
Сједињене Америчке Државе
.
[
23
]
 Врста је присутна на подручју 
Хавајских острва
, где је вештачки уведена 
1959
.
```

Данашњи распон рачвороге антилопе протеже се од јужног Саскачевана и Алберте у Канади на југ до Сједињених Држава преко Монтане, Ајдаха, Јуте, Неваде, Аризоне, Вајоминга, Колорада, Новог Мексика, Вашингтона и централног Тексаса на запад до приобалне јужне Калифорније и северне Јужне Доње Калифорније, до Соноре и Сан Луис Потосија у северном Мексику. Оне су истребљене из Ајове и Минесоте у Сједињеним Државама и из Манитобе у Канади.
Подврста позната као сонорска рачворога антилопа (A. a. sonoriensis) се јавља у Аризони и Мексику. Остале подврсте укључују мексичку рачворогу антилопу (A. a. mexicana), орегонску рачворогу антилопу  (A. a. oregona) и критично угрожену калифорнијску рачворогу антилопу (A. a. peninsularis).
Рачвороге антилопе преферирају отворене, простране терене на надморским висинама које варирају између 900 и 1.800 m (3.000 и 5.900 стопа), са најгушћим популацијама у областима које добијају око 25-40 cm падавина годишње. Оне једу широку лепезу биљне хране, често укључујући биљке које нису укусне или отровне за домаћу стоку, иако се са њима такмиче и за храну. У једној студији, биље је чинило 62% њихове исхране, жбуње 23%, а траве 15%, док су у другој кактуси чинили 40%, трава 22%, биље 20%, а жбуње 18%. Рачвороге антилопе такође жваћу и једу (преживају) своју полусварену храну.
Здрава популација рачворогих антилопа има тенденцију да остане унутар 5,0—6,5 km од извора воде.
Једна текућа студија Института за науку и заштиту Лава језера и Друштва за заштиту дивљих животиња показује копнену миграциону руту која покрива више од 160 mi (260 km). Мигрирајућа рачворога антилопа почиње да путује од подножја планине Пионир кроз Национални споменик месечевих кратера до Континенталног развођа. Др Скот Берген из Друштва за заштиту дивљих животиња каже: „Ова студија показује да су рачвороге антилопе прави маратонци америчког Запада. Са овим новим открићима, може се потврдити да Ајдахо подржава велику миграцију сисара на копну - што је све ређи феномен у САД и широм света”.

## Станиште
Станишта врсте су травна вегетација, екосистеми ниских трава и шумски екосистеми, брдовити предели и пустиње. 

## Угроженост
Ова врста је наведена као последња брига, јер има широко распрострањење и честа је врста.